# Director of the Central Intelligence Agency
Der Direktor der Central Intelligence Agency (Director of the Central Intelligence Agency, DCIA) ist ein hochrangiger Regierungsbeamter der Vereinigten Staaten von Amerika und Leiter des US-Auslandsnachrichtendienstes der Vereinigten Staaten, der Central Intelligence Agency (CIA). Der Direktor der CIA wird vom Präsidenten ernannt und muss vom Senat bestätigt werden.

## Geschichte
Bis 2005 war der Direktor der Central Intelligence Agency nicht nur Leiter der eigenen Behörde (CIA), sondern zugleich als Director of Central Intelligence (DCI) auch Koordinator aller anderen US-Nachrichtendienste der sogenannten Intelligence Community (IC).

### Aufteilung des Amtes in DCIA und DNI
Infolge der Terroranschläge am 11. September 2001 empfahl der 9/11 Commission Report, die Rolle des Director of Central Intelligence aus dem Amt des Director of the Central Intelligence Agency auszulagern in ein neu zu schaffendes eigenes Amt des Geheimdienstkoordinators. Unter Präsident George W. Bush setzte der Kongress dies mit dem Intelligence Reform and Terrorism Prevention Act (IRTPA) um und schuf somit das zusätzliche Amt des Director of National Intelligence (DNI).

### Rolle seit 2005
Der CIA-Direktor leitet administrativ die Operationen der CIA. Ihm stehen sein stellvertretende Direktor, die fünf Leiter der Direktorate der CIA sowie weitere Berater, wie etwa der Chief Operating Officer, der Direktor für Öffentlichkeitsarbeit (Director of Public Affairs) oder der Rechtsberater (General Counsel) der CIA zu Seite.
Er untersteht dem Director of National Intelligence und berichtet regelmäßig an ihn sowie an den Präsidenten der Vereinigten Staaten. Hatte der Posten des CIA-Direktors während Präsidentschaft von Donald Trump Kabinettsrang, war dies unter dessen Nachfolger Joe Biden bis Juli 2023 nicht der Fall. Die Stelle wird vergütet gemäß Level II des Executive Schedule, derzeit 199.300 $ jährlich.

## Bisherige Direktoren der Central Intelligence Agency
|   |             |                                | Amtszeit                             | ernannt durch  |
| - | ----------- | ------------------------------ | ------------------------------------ | -------------- |
| 1 |             | Porter Goss                    | 21. April 2005 – 5. Mai 2006         | George W. Bush |
| 2 |             | Michael Hayden                 | 30. Mai 2006 – 12. Februar 2009      | George W. Bush |
| 3 |             | Leon Panetta                   | 13. Februar 2009 – 30. Juni 2011     | Barack Obama   |
|   |             | Michael Morell (kommissarisch) | 1. Juli 2011 – 6. September 2011     | Barack Obama   |
| 4 |             | David Petraeus                 | 6. September 2011 – 9. November 2012 | Barack Obama   |
|   |             | Michael Morell (kommissarisch) | 9. November 2012 – 8. März 2013      | Barack Obama   |
| 5 |             | John Brennan                   | 8. März 2013 – 20. Januar 2017       | Barack Obama   |
|   |             | Meroe Park (kommissarisch)     | 20. Januar 2017 – 23. Januar 2017    | Donald Trump   |
| 6 |             | Mike Pompeo                    | 23. Januar 2017 – 26. April 2018     | Donald Trump   |
|   |             | Gina Haspel (kommissarisch)    | 26. April 2018 – 21. Mai 2018        | Donald Trump   |
| 7 | Gina Haspel | 21. Mai 2018 – 20. Januar 2021 |                                      | Donald Trump   |
|   |             | David S. Cohen (kommissarisch) | 20. Januar 2021 – 19. März 2021      | Joe Biden      |
| 8 |             | William Joseph Burns           | 19. März 2021 bis 20. Januar 2025    | Joe Biden      |
|   |             | Tom Sylvester (kommissarisch)  | 20. Januar 2025 bis 23. Januar 2025  | Donald Trump   |
| 9 |             | John Ratcliffe                 | seit 23. Januar 2025                 | Donald Trump   |